# Othmane Uld Cheij Ahmed Aboul Maali
Othmane Uld Cheij Ahmed Aboul Maali (Aguerj, 1948) es un político, teólogo islamista y diplomático mauritano, presidente de Al Fadhila, ministro de Asuntos Religiosos y educación primaria en el gobierno bajo control militar surgido tras el golpe de Estado de 2008, con Mulay Uld Mohamed Laghdaf como primer ministro.
Realizó los estudios coránicos en la madrasa de su padre donde aprendió ciencias religiosas y estudió teología musulmana (fiqh), lengua y literatura árabe. Se licenció en 1986 en el Instituto Superior de Estudios y Recursos Islámicos en Nuakchot, doctorándose en teología musulmana en la Universidad de Rabat.
Ha servido como Cónsul general de Mauritania en Libia, Níger, Arabia Saudita, Catar y Kuwait.